# صادق خان
صادق خان (بالأردية: صادق خان) (و. 1970م) عمدة لندن حالياً وهو سياسي بريطاني من أصل باكستاني، عضو في حزب العمال.
رّشح في انتخابات عمدة لندن عن حزب العمال وفاز بها في مايو 2016 وبذلك يكون أول بريطاني مسلم يتسلم منصب عمدة لمدينة لندن في بريطانيا.، وهو عضو في البرلمان عن توتينغ منذ عام 2005.

## دراسته
التحق صادق في مرحلة دراستة الثانوية بمدرسة إيرنست بيفن كوليدج، التي يصفها بأنها كانت مدرسة قاسية، واشتهرت بسوء سلوك طلابها وجميعهم من الذكور.
وخلال هذه المرحلة بدأ انجذاب صادق نحو السياسة، وانضم إلى حزب العمال حينما كان عمره 15 عاما
اهتم خان بدراسة الرياضيات والعلوم بهدف أن يصبح طبيبا للأسنان، لكنه انتقل لدراسة القانون، بعدما لفت معلمه انتباهه قائلا: «أنت دائما تناقش وتحاجج»، وكذلك بعدما تأثر بالمسلسل التلفزيوني الدرامي LA Law ، الذي جسد محامين يتبنون قضايا إنسانية ويدافعون عن المظلومين.
درس خان القانون في جامعة نورث لندن وتخرج منها، وأصبح محاميا متدربا في قضايا حقوق الإنسان عند أحد مكاتب المحاماة عام 1994.

## مجلس العموم
في عام 2005 أصبح خان عضوا في مجلس العموم عن حزب العمال ممثلا لمنطقة توتينغ، وكان من بين خمسة نواب ينتمون لأقليات عرقية انتخبوا ذلك العام.
وتميز خان بقوة خطابه وطلاقة لسانه، وجذبه للانتباه حينما يتحدث.
وبعد دخوله مجلس العموم بشهرين وقعت تفجيرات لندن، وناقشها البرلمان، وحينما تحدث عنها خان أشاد بشجاعة كل اللندنيين من كل الأعراق والمعتقدات، ودعاهم للاستمرار في العمل ومنع المجرمين من إفساد حياتهم.
وعزز خان موقفه المناصر للحريات المدنية، حينما عارض مع 48 نائبا آخر مقترح حكومة رئيس الوزراء العمالي توني بلير بشأن بطاقات الهوية، وكذلك مقترحها بالسماح باعتقال المشتبهين بالإرهاب لمدة قد تصل إلى 90 يوما دون توجيه تهمة لهم.
وحينما كان بلير يحزم أوراقه لمغادرة منصبه، أصبح خان قادرا على أن يثبت نفسه كيساري معتدل صاعد، في صفوف حزب العمال إلى جوار القياديين بالحزب إيد بولز وغوردون براون.

## مناصب حكومية
بعد تولى غرودون براون منصب رئاسة الوزارء عام 2007،
- تولى خان منصب مستشار الحكومة في البرلمان
- ثم وزير دولة لشؤون المجتمعات.
- في عام 2009 تولى خان منصب وزير النقل والمواصلات، وأصبح أول مسلم ينضم لمجلس الوزراء.
- في عام 2010 أعيد انتخاب خان عضوا في مجلس العموم بأغلبية بسيطة، وخرج حزب العمال من الحكومة لأول مرة منذ 13 عاما حينها.
- تولى خان قيادة حملة إيد مليباند، للفوز بزعامة حزب العمال في عام 2010، وتحقيق فوز غير متوقع.

وفي المنافسة للفوز بترشيح حزب العمال لمنصب رئيس بلدية لندن، فقد ساعد تأييد خان للحركة النقابية العمالية على فوزه بهذا الترشيح.
لكن بعد اختيار حزب المحافظين لمرشحه المليونير زاك غولدسميث، والذي يعرف عنه سمعته الطيبة ولباقته وطريقة تفكيره المستقلة، أدى ذلك لإحباط في صفوف حزب العمال.
وركز غولد سميث خلال حملته الانتخابية على مهاجمة خان، واتهامه بأنه دائما ما «أعطى منصة أكسجين وغطاء للمتطرفين».
وعلى الرغم من أن استطلاعات الرأي كانت تضع خان في المقدمة، إلا أن المتشائمين من حزب العمال والمتفائلين من حزب المحافظين كانوا يرون دائما أن غولد سميث من المرجح أن يستفيد من وجود المحافظين على رأس السلطة، وكذلك من انخفاض مشاركة المجموعات التي تميل للتصويت لصالح حزب العمال.
لكن هذا التنبؤ لم يصدق، حيث بلغت نسبة المشاركة 45 في المئة، بزيادة قدرها 7 في المئة مقارنة بعام 2012، وبدا واضحا من الساعات الأولى ليوم الانتخابات أن خان يتمتع بتقدم مريح عن منافسه المحافظ غولدسميث.
وإذا أراد خان أن ينجح في منصبه الجديد فعليه أن يثبت نفس الموهبة في تحديد منهجه الخاص، والتي أثبتها خلال سنواته الدراسية، ثم عمله كمحامي حقوقي وعضو في البرلمان ووزير في حكومة الظل.
لكن الذين صوتوا لصالح خان لن ينسوا تأكيده على خلفيته المتواضعة، وحديثه عن العدالة الاجتماعية وتعهده بأن يكون «رئيس بلدية لكل اللندنيين» 
- في 5 مايو 2024 فاز صادق خان بمنصب رئيس بلدية لندن بولاية ثالثة متقدماً بفارق كبير على منافسته سوزان هول.[11]

## من أبرز تصريحاته
قال صادق خان: «أنا فخور بأنني مسلم». وقال «أنا لندني، أنا بريطاني لدي أصول باكستانية. وأنا أب وزوج ومناصر لنادي ليفربول منذ زمن طويل. أنا كل هذا». وقال إن أولويته الرئيسية ستكون معالجة «أزمة السكن» في لندن حتى يضمن «حصول الناس على مساكن في المتناول سواء للإيجار أو البيع». وقال بأنه سيركز أيضا على أن يكون النقل العام في متناول أفراد الجمهور.

## روابط خارجية
- صادق خان على موقع IMDb (الإنجليزية)
- صادق خان على موقع الموسوعة البريطانية (الإنجليزية)
- صادق خان على موقع مونزينجر (الألمانية)
- صادق خان على موقع قاعدة بيانات الفيلم (الإنجليزية)
- صادق خان على موقع كينوبويسك (الروسية)